# Normanella bifida
Normanella bifida is een eenoogkreeftjessoort uit de familie van de Normanellidae. De wetenschappelijke naam van de soort is voor het eerst geldig gepubliceerd in 1999 door Lee W. & Huys.